# MSC Pamela
Le MSC Pamela a été l'un des plus grands porte-conteneurs naviguant (de juillet 2005 à février 2006), où le nouveau tenant du titre est devenu l’Emma Mærsk. Il a été construit par Samsung Heavy Industries et lancé en 2005. Sa capacité est de 9 200 EVP.
Il mesure 321 m de longueur hors-tout, 45,6 m de largeur, pour une jauge brute de 107 200 tonnes. Il atteint une vitesse de 25 nœuds. Il est enregistré sous pavillon panaméen par MSC. Il opère principalement entre l'Extrême-Orient et les grands ports européens.

### Source
- Informations techniques : Germanischer Lloyd.